# Cầu Việt Trì

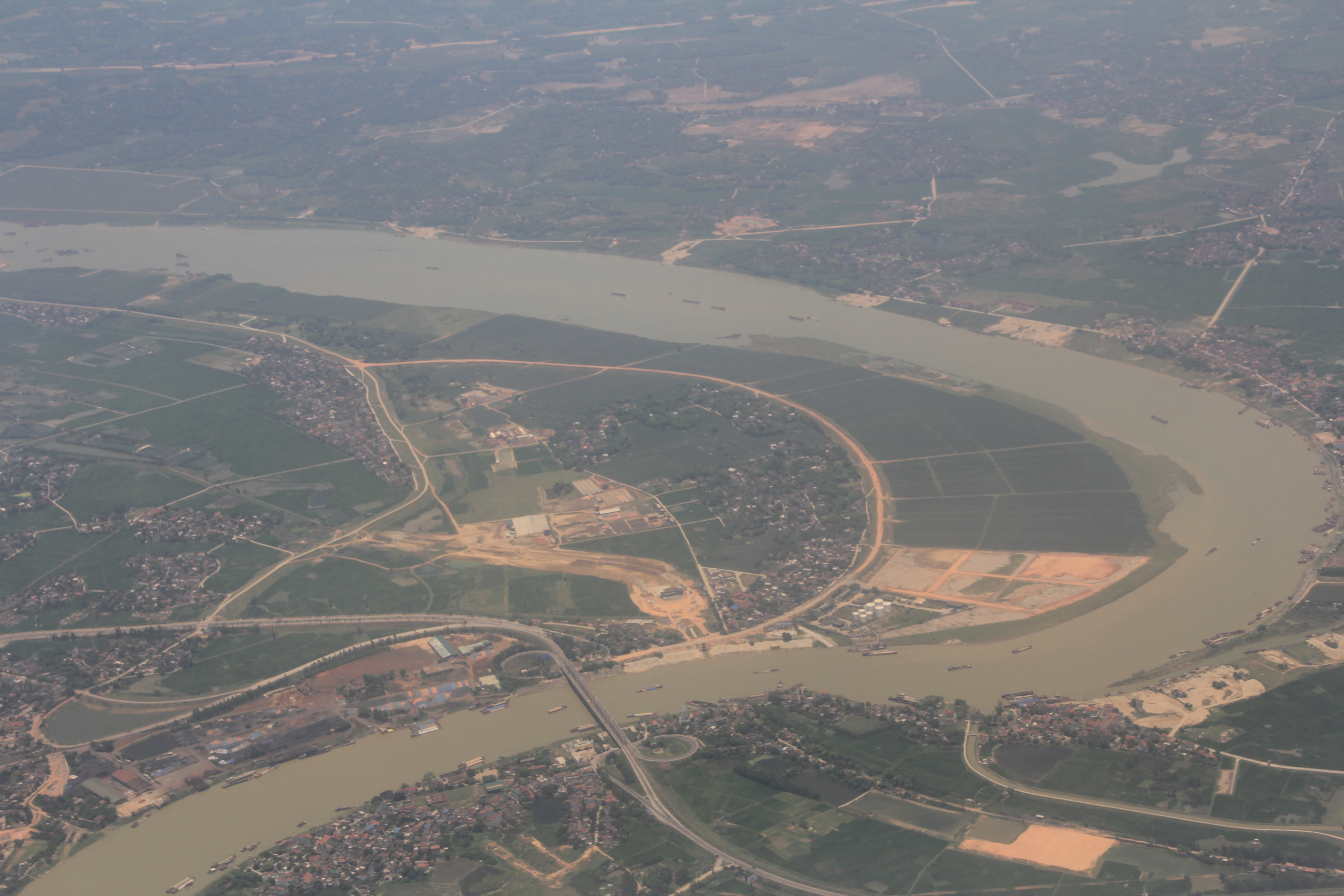
Cầu Việt Trì nhìn từ trên cao.

Cầu Việt Trì xây dựng năm 1901 dưới thời toàn quyền Đông Dương Paul Doumer. Cây cầu đã bị đánh sập ngày 9/4/1942. Hoà bình lập lại, năm 1956, cầu Việt Trì được xây dựng lại, về cơ bản giữ kiểu kiến trúc cũ. Đến năm 1992, cây cầu mới được xây dựng lại và tồn tại đến ngày này. Đây là cây cầu đường bộ và đường sắt kết hợp tại vị trí km52+990 của quốc lộ 2 bắc qua sông Lô, đảm bảo giao thông cho tuyến từ Hà Nội đi Hà Giang và vùng Tây Bắc. Từ năm 2014 đến hết năm 2015, sau khi khánh thành cầu Hạc Trì, cách cầu cũ khoảng 300 m, thành phố đã cấm các loại xe ô tô qua cầu do đã được xây dựng từ lâu và xuống cấp. Từ năm 2016 đến nay, cầu này chỉ dành cho xe máy, ô tô dưới 7 chỗ, xe tải nhẹ dưới 2 tấn và xe thô sơ đi qua.

## Thông số kỹ thuật
- Chiều dài: 372,88 m;
- Chiều rộng: 12 m;
- Số nhịp: 6 nhịp;
- Loại vật liệu: bê tông;
- Cấp tải trọng: H30.